# Mitrydates I
Mitrydates I (ur. ok. 195 p.n.e., zm. 132 p.n.e.) – król Partii z dynastii Arsacydów (Arsakidów) od ok. 170/165 p.n.e. Jeden z budowniczych imperium partyjskiego.
Syn trzeciego króla Partii Priapatiusa; następca Fraatesa I, swego starszego brata, który wyznaczył go na króla pomijając własnych synów, których wybór byłby zgodny z partyjską tradycją. Mitrydates realizował politykę podbojów państw ościennych, umacniając ich kosztem potęgę Partii. Jego pierwszym łupem stały się wschodnie satrapie: Margiana, Aria i Baktria. Podbijając je Mitrydates wykorzystał rozpad Królestwa Greków Baktryjskich. Ok. 155–148 p.n.e. po ciężkich walkach Mitrydates zajął Medię, prowincję imperium Seleucydów. Ok. 144 p.n.e. Mitrydates założył Ktezyfon, nową stolicę swojego państwa.  Prawdopodobnie podporządkował sobie w latach 150–140 p.n.e. Medię Atropatene. W lipcu 141 p.n.e. Partowie zajęli Seleucję, stolicę Seleucydów, a w październiku Uruk w południowej Babilonii. Przeciwnik Mitrydatesa I, seleucydzki król Syrii Demetriusz II Nikator, został pobity i wzięty do niewoli, gdy próbował odzyskać stracone prowincje. W 139 p.n.e. Mitrydates zajął Elymais (czyli Elam) i przyjął hołd tamtejszego władcy.
Mitrydates I był pierwszym władcą z dynastii partyjskiej, który przyjął starą tytulaturę perskich Achemenidów – "wielki król, król królów" (pers. szachinszach, gr. basileus megas, basileus basileon). Jednocześnie bił monety z grecką legendą: Basileus Megas Arsakes Filhellenos, co znaczy "Wielki Król Arsakes Przyjaciel Greków". Uważa się jednak, że był to chwyt czysto propagandowy.